# 美國政治學會

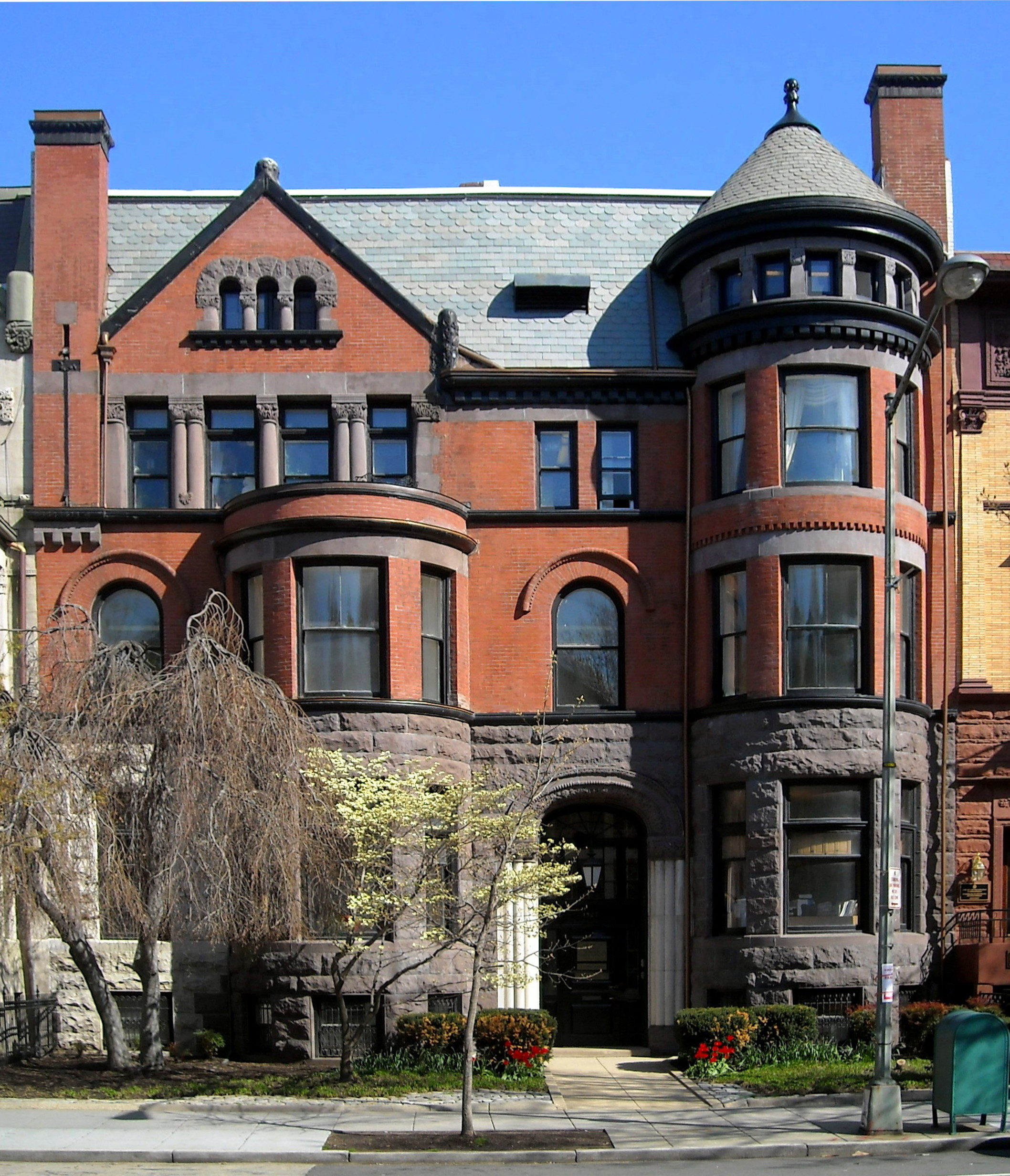
美國政治學會位於華盛頓特區杜邦圓環附近的總部

美國政治學會（英語：American Political Science Association）是美國政治學学者的專業組織，創立於1903年，总部位于华盛顿特区新汉普郡大街西北1527号。美国政治学会出版《美国政治科学评论》、《政治学观点》以及《政治科学与政治学》三份学术期刊，每年秋季举办学术年会，为政治学学者提供研究资金，并管理政治学学生的荣誉协会Pi Sigma Alpha。

## 会议消息
学会的主要目的是鼓励学术理解政治思想、规范、行为和制度，并告知公众关于政府、治理和公共政策的选择。APSA的使命是“支持卓越的学术、教学和关于政治、政策和公民参与的知识论述。APSA每年举办几次会议，为学者和其他专业人士提供一个交流和展示他们的工作的环境，以及其他相关和有用的资源。
APSA年度会议是世界上最大的政治科学家集会之一。于每年夏天劳动节的周末举行。2019年年会定于8月29日至9月1日在华盛顿举行。APSA教学会议是一个小型的工作小组会议，为政治科学课堂提供最前沿的方法、技术和方法论。会议提供了一个论坛，让学者分享有效和创新的教学和学习模式，并讨论广泛的主题和政治科学教育的价值。
在安德鲁·W·梅隆基金会的资助下，APSA在非洲各地组织了政治科学研讨会，APSA非洲研讨会第一次研讨会于2008年7月6日至27日在塞内加尔达喀尔与西非研究中心合作召开。每年一次的住宿研讨会由美国和非洲联合组织团队领导，面向居住在非洲的中、初级学者。它们将增强政治科学家的能力和他们在东非和西非的资源，同时也为支持他们正在进行的研究提供一个论坛。为期三周的研讨会汇集了多达30位学者，涵盖了实质性问题、研究方法和研究综述。参见APSA国际计划。

## 奖项
为表扬在专业领域表现卓越的人士，学会颁发以下奖项:
- 学术论文奖
- 技术论文奖
- 著作奖
- 终生成就奬
- 古德诺奖（Goodnow Award）
- 教学奖暨校园教学奖表彰

除了APSA奖项之外，APSA组织的分会还在每年的会议上颁发100多个奖项，以表彰对该行业的重要研究和贡献。这些奖项在学会的年会上颁发。

## 政治科学与公共事务百年中心
APSA的百年政治科学与公共事务中心凭借其设施和捐赠的资金项目，支持政治科学教学、研究和公众参与。百年纪念中心成立于2003年，是美国政治学学会成立100周年。百年纪念中心鼓励政治科学各个领域的个人研究和写作，促进该学科、社会、行为科学和人文学科的学者之间的合作，并促进学者与公众之间的交流。由于APSA成员的慷慨捐赠，百年纪念中心、它的设施和研究支持计划得以继续。百年政治科学与公共事务中心协助APSA成员的研究费用，包括旅行、采访、查阅档案，或研究助理的费用。基金也可以用来帮助学者发表他们的研究。根据研究基金的不同，资助金额从500美元到10000美元不等。

## 国会奖学金计划
APSA国会奖学金计划是一个高度选择性的、无党派的计划，致力于扩大对美国国会的了解和认识。自1953年以来，它已将精选的政治科学家、记者、联邦雇员、卫生专家和其他专业人士带到国会中，通过在国会工作人员中安排研究员的方式，体验国会的工作。
这个为期九个月的计划每年11月开始，由该领域的顶尖专家对国会进行为期一个月的深入介绍。辅导结束后，奖学生可在他们选择的地点工作，并参与正在进行的研讨会及增广计划。通过这一独特的机会，美国政治科学协会加强了公众对决策的理解，并提高了学术、教学和美国国家政治报导的质量。

## 出版物
APSA使命的关键组成部分是支持政治科学教育及其从业人员的专业发展。APSA出版物项目试图满足政治科学家在学术环境中的不同需求，以及学术界以外的从业者和处于不同教育阶段的学生。

### 期刊
- 《美国政治科学评论》（American Political Science Review）
- 《政治学观点》（Perspectives on Politics）
- 《政治科学与政治学》（PS: Political Science & Politics）

### 杂志
- 《今日政治科学》（Political Science Today）

## 美国政治学会的主席
- 弗兰克·约翰逊·古德诺，1903-1905
- 阿尔伯特·肖(新闻工作者)（英语：Albert Shaw），1905-1906
- 弗雷德里克·N·贾德森（英语：Frederick N. Judson），1906-1907
- 詹姆斯·布莱斯，1907-1908
- A·劳伦斯·罗威尔，1908-1909
- 伍德罗·威尔逊，1909-1910
- 西门昂·埃本·鲍德温（英语：Simeon E. Baldwin），1910-1911
- 阿尔伯特·布什内尔·哈特（英语：Albert Bushnell Hart），1911-1912
- 韦斯特尔·韦罗贝，1912-1913
- 约翰·巴塞特·摩尔（英语：John Bassett Moore），1913-1914,
- 恩斯特·弗洛因德（英语：Ernst Freund），1914-1915
- 杰西·马西（英语：Jesse Macy），1915-1916
- 蒙罗·史密斯（英语：Munroe Smith），1916-1918
- 亨利·琼斯·福特（英语：Henry Jones Ford），1918-1919
- 保罗·塞缪尔·芮恩施，1919-1920
- 莱奥·斯坦顿·罗维（英语：Leo S. Rowe），1920-1921
- 威廉·阿奇博·邓宁（英语：William A. Dunning），1921-1922
- 哈里·奥古斯塔斯·加菲尔德（英语：Harry A. Garfield），1922-1923
- 詹姆斯·威尔福德·迦纳（英语：James Wilford Garner），1923-1924
- 查尔斯·艾华·梅里厄姆，1924-1925
- 查尔斯·奥斯汀·比尔德，1925-1926
- 威廉·贝内特·蒙罗（英语：William Bennett Munro），1926-1927
- 杰西·S·里夫斯（英语：Jesse S. Reeves），1927-1928
- 约翰·A·费尔利（英语：John A. Fairlie），1928-1929
- 本杰明·F·尚博（英语：Benjamin F. Shambaugh），1929-1930
- 艾华·塞缪尔·科尔温（英语：Edward S. Corwin），1930-1931
- 威廉·韦罗贝，1931-1932
- 伊西多·勒布（英语：Isidor Loeb），1932-1933
- 沃尔特·J·谢泼德（英语：Walter J. Shepard），1933-1934
- 弗朗西斯·W·科克（英语：Francis W. Coker），1934-1935
- 阿瑟·N·霍尔库姆，1935-1936
- 托马斯·里德·鲍威尔（英语：Thomas Reed Powell），1936-1937
- 克拉伦斯·艾迪生·迪克斯特拉（英语：Clarence A. Dykstra），1937-1938
- 查尔斯·格罗夫·海恩斯（英语：Charles Grove Haines），1938-1939
- 罗伯特·C·布鲁克斯（英语：Robert C. Brooks），1939-1940
- 弗雷德里克·A·奥格（英语：Frederic A. Ogg），1940-1941
- 威廉·安德森，1941-1942
- 罗伯特·E·库什曼（英语：Robert E. Cushman），1942-1943
- 伦纳德·D·怀特（英语：Leonard D. White），1943-1944
- 约翰·高斯（英语：John Gaus），1944-1945
- 沃尔特·F·杜德（英语：Walter F. Dodd），1945-1946
- 阿瑟·W·麦克马洪（英语：Arthur W. MacMahon），1946-1947
- 亨利·R·斯宾塞（英语：Henry R. Spencer），1947-1948
- 昆西·莱特（英语：Quincy Wright），1948-1949
- 詹姆斯·K·帕洛克（英语：James K. Pollock），1949-1950
- 彼得·H·奥德加（英语：Peter H. Odegard），1950-1951
- 路德·海爾希·古立克，1951-1952
- E·彭德尔顿·赫林（英语：E. Pendleton Herring），1952-1953
- 拉尔夫·本奇，1953-1954
- 查尔斯·麦金利，1954-1955
- 哈罗德·D·拉斯威尔（英语：Harold D. Lasswell），1955-1956
- 埃尔默·艾瑞克·舒特内德（英语：E.E. Schattschneider），1956-1957
- 小V·O·基伊（英语：V.O. Key, Jr.），1957-1958
- 泰勒·科尔（英语：R. Taylor Cole），1958-1959
- 卡尔·B·斯威舍（英语：Carl B. Swisher），1959-1960
- 埃米泰·瑞福（英语：Emmette Redford），1960-1961
- 查尔斯·S·海尼曼（英语：Charles S. Hyneman），1961-1962
- 卡尔·约阿希姆·弗里德里希，1962-1963
- C·赫尔曼·普里切特（英语：C. Herman Pritchett），1963-1964
- 大卫·杜鲁门，1964-1965
- 加布里埃尔·阿尔蒙德，1965-1966
- 勞伯·道尔，1966-1967
- 梅尔·费恩索德，1967-1968
- 戴维·伊斯顿，1968-1969
- 卡尔·沃尔夫冈·德意志（英语：Karl W. Deutsch），1969-1970
- 罗伯特·E·莱恩（英语：Robert E. Lane），1970-1971
- 亨兹·尤劳（英语：Heinz Eulau），1971-1972
- 罗伯特·E·沃德（英语：Robert E. Ward），1972-1973
- 艾弗里·莱森（英语：Avery Leiserson），1973-1974
- 奥斯汀·兰尼（英语：Austin Ranney），1974-1975
- 詹姆斯·麦格雷戈·伯恩斯（英语：James MacGregor Burns），1975-1976
- 山缪·H·比尔（英语：Samuel H. Beer），1976-1977
- 约翰·C·韦尔克（英语：John C. Wahlke），1977-1978
- 里昂·D·爱泼斯坦（英语：Leon D. Epstein），1978-1979
- 华伦·E·米勒（英语：Warren E. Miller），1979-1980
- 查爾斯·愛德華·林德布洛姆，1980-1981
- 西摩·马丁·利普塞特，1981-1982
- 威廉·H·瑞克尔（英语：William H. Riker），1982-1983
- 菲力普·E·康维斯（英语：Philip E. Converse），1983-1984
- 理查德德·F·费诺（英语：Richard F. Fenno, Jr.），1984-1985
- 亚伦·B·威尔德夫斯基（英语：Aaron B. Wildavsky），1985-1986
- 塞繆爾·P·亨廷頓，1986-1987
- 肯尼思·沃尔兹，1987-1988
- 白鲁恂，1988-1989
- 朱迪丝·N·施克莱，1989-1990
- 西奥多·J·罗维（英语：Theodore J. Lowi），1990-1991
- 詹姆斯·奎因·威尔逊（英语：James Q. Wilson），1991-1992
- 卢基乌斯·j·百克（英语：Lucius Barker），1992-1993
- 查尔斯·O·琼斯（英语：Charles O. Jones），1993-1994
- 西德尼·维巴，1994-1995
- 阿伦·李帕特，1995-1996
- 伊莉诺·欧斯壮，1996-1997
- M·肯特·詹宁斯（英语：M. Kent Jennings），1997-1998
- 小马修·霍尔顿（英语：Matthew Holden Jr.），1998-1999
- 罗伯特·基欧汉，1999-2000
- 罗伯特·杰维斯，2000-2001
- 罗伯特·普特南，2001-2002
- 西达·斯科克波，2002-2003
- 苏珊·霍伯·鲁道夫（英语：Susanne Hoeber Rudolph），2003-2004
- 玛格丽特·列维（英语：Margaret Levi），2004-2005
- 埃拉·卡岑涅森（英语：Ira Katznelson），2005-2006
- 罗伯特·阿克塞尔罗，2006-2007
- 黛安·宾德斯（英语：Dianne Pinderhughes），2007-2008
- 彼得·卡岑斯坦（英语：Peter Katzenstein），2008-2009
- 亨利·E·布雷迪（英语：Henry E. Brady），2009-2010
- 卡罗尔·佩特曼，2010-2011
- G·宾汉·鲍威尔（英语：G. Bingham Powell），2011-2012
- 珍妮·曼斯布里奇（英语：Jane Mansbridge），2012-2013
- 约翰·阿尔德里奇（英语：John Aldrich），2013-2014
- 罗德尼·E·席洛（英语：Rodney E. Hero），2014-2015
- 珍妮弗·霍克斯柴尔德（英语：Jennifer Hochschild），2015-2016
- 戴维·A·莱克，2016-2017
- 凯瑟琳·泰伦（英语：Kathleen Thelen），2017-2018
- 罗杰斯·史密斯（英语：Rogers Smith），2018-2019
- 葆拉·德尼士·麦克莱（英语：Paula D. McClain），2019-2020
- Janet M. Box-Steffensmeier，2020-2021
- John Ishiyama，2021-22
- Lisa Martin (political scientist)（英语：Lisa Martin），2022-23
- Mark Warren

## 外部連結
- 官方網站 （页面存档备份，存于）